# پینگا (بازیکن فوتبال، زاده ۱۹۲۴)
ژوزه لازارو روبلس با نام مستعار پینگا (پرتغالی: Pinga; ۱۱ فوریهٔ ۱۹۲۴ – ۷ مهٔ ۱۹۹۶) بازیکن فوتبال اهل برزیل بود.
از باشگاه‌هایی که در آن بازی کرده‌است می‌توان به باشگاه ورزشی پورتوگیزا و باشگاه ورزشی واسکو دوگاما اشاره کرد.
وی همچنین در تیم ملی فوتبال برزیل بازی کرده‌است.